# Ґопалкрішна Ґанді
Ґопалкрішна Девадас Ґанді (22 квітня 1945) — колишній адміністратор і дипломат, який обіймав посаду 22-го губернатора Західної Бенґалії від 2004 до 2009 року. Онук Магатми Ґанді та К. Раджаґопалачарі (Раджаджі). Як колишній службовець Індійської державної адміністрації він обіймав посади секретаря президента Індії та верховного комісара в Південній Африці та Шрі-Ланці, серед інших адміністративних і дипломатичних посад. Він був кандидатом від Об’єднаного прогресивного альянсу на виборах віце-президента Індії 2017 і програв з 244 голосами кандидату від NDA Венкаї Найду, який отримав 516 голосів.

## Ранні роки та походження
Ґопалкрішна Девадас Ґанді народився 22 квітня 1945 року в Делі в родині Девдаса та Лакшмі Ґанді. Його батько був журналістом. Ґанді отримав ступінь магістра з англійської літератури в коледжі Святого Стефана Делійського університету.

## Кар'єра
Він став державним службовцем у 1968 році та працював у штаті Таміл Наду до 1985 року. Після цього він залишався секретарем віце-президента Індії (1985–1987) і співсекретарем президента Індії (1987–1992).
У 1992 році, після добровільної відставки з держслужби, він став міністром культури у вищій комісії Індії у Великій Британії, і директором Центру Неру в Лондоні. Пізніше займав різні дипломатичні та адміністративні посади протягом решти його кар'єри, включаючи верховного комісара Індії в Південній Африці та Лесото (1996), секретаря президента Індії (1997–2000), верховного комісара Індії в Шрі-Ланці (2000), а також послом Індії в Норвегії та Ісландії (2002).
14 грудня 2004 року він був призначений губернатором Західної Бенгалії після закінчення терміну повноважень чинного президента Вірена Дж. Шаха. Його наступником став Девананд Конвар, якому було доручено додатковий контроль над Західною Бенгалією. Протягом кількох місяців у 2006 році він також взяв на себе додаткові обов'язки як губернатор штату Біхар.
Він був головою Фонду Калакшетра, Ченнаї від грудня 2011 до травня 2014. У 2015 році він переклав англійською мовою класичну тамільську книгу «Тіруккурал». Він був головою керівного органу Індійського інституту передових досліджень, а також був обраний президентом його спілки 5 березня 2012 року та обіймав цю посаду до травня 2014 року.
Ґанді викладає в Університеті Ашоки, де він є професором історії та політології.

## Контроверсії
Виголошуючи 15-ту меморіальну лекцію DP Kohli для CBI на тему «Затемнення опівдні: тіні над совістю Індії» з майже 3000 співробітниками агентства в аудиторії, Ґанді зазначив, що «Держслужбу Індії часто розглядають як сокиру уряду, а не як поборника честі. Її часто називають дустом — але насправді мають на увазі не дихлордифенілтрихлоретан, безбарвний інсектицид без смаку і запаху, яким він мав би бути, а його здатність на брудні підступи».
У 2015 році він написав листа тодішньому президенту Індії Пранабу Мукерджі з проханням переглянути відхилення прохання про помилування засудженого за серійні вибухи у Мумбаї 1993 року Якуба Мемона.

## Особисте життя
Його дідом по батькові був Магатма Ґанді, а дідом по матері був К. Раджаґопалачарі (Раджаджі). Він є сином Девадаса Ґанді та Лакшмі Ґанді. Ґопалкрішна Ґанді — молодший брат Раджмогана Ґанді та Рамчандри Ґанді. Він і його дружина Тара мають двох дочок.